# Хёрд, Уильям Теодор
Уильям Теодор Хёрд (англ. William Theodore Heard; 24 февраля 1884, Эдинбург, Шотландия, Соединённое королевство Великобритании и Ирландии — 16 сентября 1973, Рим, Италия) — шотландский кардинал. Декан Трибунала Священной Римской Роты с 15 декабря 1958 по 14 декабря 1959. Титулярный епископ Фереди маджоре с 5 по 19 апреля 1962. Кардинал-дьякон с 14 декабря 1959, с титулярной диаконией Сан-Теодоро с 17 декабря 1959 по 18 мая 1970. Кардинал-протодьякон с 28 апреля 1969 по 18 мая 1970. Кардинал-священник с титулом церкви pro illa vice Сан-Теодоро с 18 мая 1970. 